# Вилохвостые стрижи
Вилохвостые стрижи, или кайенские стрижи (лат. Panyptila) — род птиц семейства стрижиных.
Род включает 2 вида:
- Panyptila cayennensis — малый вилохвостый стриж
- Panyptila sanctihieronymi — большой вилохвостый стриж

Первый вид населяет северную часть Южной Америки и Центральную Америку, второй — Центральную Америку.
Длина тела до 14 см. Оперение чёрное, грудь горло и шейное кольцо белые.
У малого вилохвостого стрижа гнездо — вертикальная труба из травы и листьев, склееных слюной, длиной до 65 см, которое имеет отверстие снизу и крепится к скалам или веткам.